# Madagaskartorenvalk
De madagaskartorenvalk (Falco newtoni) is een roofvogel uit de familie der valken (Falconidae). Deze vogel is genoemd naar de Britse koloniaal bestuurder en ornitholoog Edward Newton.

## Verspreiding en leefgebied
Deze soort komt voor op Madagaskar en het atol Aldabra en telt twee ondersoorten:
- F. n. newtoni: Madagaskar.
- F. n. aldabranus: Aldabra.